# Harréville-les-Chanteurs
Harréville-les-Chanteurs là một xã thuộc tỉnh Haute-Marne trong vùng Grand Est đông bắc nước Pháp.